# Kuo-Tsai Chen
Kuo-Tsai Chen (chinesisch 陳國才; * 15. Juli 1923 in Zhejiang; † 1987) war ein chinesisch-US-amerikanischer Mathematiker.

## Leben
Chen wurde 1950 an der Columbia University bei Samuel Eilenberg promoviert (Integration in free groups). Er war Professor an der University of Illinois at Urbana-Champaign.
1960/61, 1962, 1971 und 1979 war er am Institute for Advanced Study.
Chen befasste sich anfangs mit Gruppentheorie in der Topologie dreidimensionaler Sphären und dann mit formalen Differentialgleichungen. Bekannt ist er vor allem für seine Theorie iterierter Integrale und Potenzreihen in Verbindung mit der Kohomologie von Schleifenräumen (Loop Spaces). Sein Ziel war dabei die Untersuchung der Verbindungen von Topologie und Analysis über Pfadintegrale.

## Schriften
- Iterated Path Integrals, Bulletin AMS, Band 83, 1977, S. 831–879, Online
- Formal differential equations, Annals of Mathematics, Band 73, 1961, S. 110–133
- Integration of paths, geometric invariants and a generalized Baker-Hausdorff-Formula, Annals of Mathematics, Band 65, 1957, S. 163–178
- Iterated path integrals and generalized paths, Bulletin AMS, Band 73, 1967, S. 935–938
- Iterated Integrals of Differential Forms and Loop Space Homology, Annals of Mathematics, Band 97, 1973, S. 1033–1035
- Integration of paths, a faithful representation of paths by noncommutative formal power series, Transactions AMS, Band 89, 1958, S. 395–407
- Algebras of iterated paths and fundamental groups, Transactions AMS, Band 156, 1971, S. 259–379
- Local diffeomorphisms - A C-{\displaystyle \infty } realization of formal properties, American J. Math., Band 87, 1965, S. 140–157
- Differential forms and homotopy groups, J. Diff. Geom., Band 6, 1971, S. 231–246
- Collected Works, Herausgeber Philippe Tondeur, Birkhäuser 2001